# حاجی ملک (روستا)
روستایی است از توابع بخش مرکزی شهرستان هیرمند در استان سیستان و بلوچستان ایران.

## جمعیت
این روستا در دهستان جهان‌آباد  قرار داشته و براساس سرشماری سال ۱۳۸۵جمعیت آن  ۲۹۴نفر (۵۶خانوار) بوده‌است.